# Etelfrido di Bernicia
Etelfrido (in inglese antico Æthelfrith; ... – Fiume Idle, 616) regnò sulla Bernicia (odierno Northumberland) dal 593 al 616 e nel 604 conquistò anche la corona della Deira. Unificò così questi due reami, in seguito conosciuti col nome di Northumbia. Di fatto, fu quindi il primo sovrano di questo nuovo regno.
È ricordato dalle fonti come un potente re-guerriero, che ottenne molte vittorie contro i vicini reami britannici e contro quello di Dalriada. Sebbene sia stato ucciso in battaglia e rimpiazzato sul trono da una dinastia rivale, la sua discendenza tornò al potere negli anni Trenta del VII secolo e lo mantenne fino alla prima metà del secolo VIII.
Figlio di Etelrico, succedette a re Hussa, che non apparteneva alla dinastia che discendeva dal nonno Ida. La sua salita al potere, sembrerebbe quindi frutto di contrasti dinastici. È l'Historia Brittonum attribuita a Nennio ad affermare che era figlio di Etelrico. Secondo quest'opera, avrebbe regnato dodici anni come re di Bernicia e altri dodici come sovrano di Deira.
I suoi predecessori sono praticamente ignoti e infatti Etelfrido è il primo sovrano berniciano sulla cui vita si conoscono dettagli significativi.
Nella sua Historia ecclesiastica gentis Anglorum, San Beda il Venerabile ricorda che Etelfrido era pagano e narra le sue conquiste contro i regni britannici, che rese suoi tributari e vassalli, o dai quali scacciò i precedenti abitanti, sostituendoli con gli angli.

## Le conquiste
Nel 603, Áedán mac Gabráin, il re irlandese di Dal Riada, regno situato a nord-ovest della Bernicia, preoccupato dai successi di Etelfrido, mise insieme una grande armata, a cui, secondo la Cronaca anglosassone, si sarebbe unito anche Hering, figlio di Hussa. Ciò testimonierebbe l'esistenza di lotte dinastiche per la successione al trono. Secondo Beda, Etelfrido, sebbene il suo esercito fosse in netta inferiorità numerica, sconfisse i nemici nella sanguinosa Battaglia di Daegsastan, dove però morì suo fratello Theobald. La battaglia fu probabilmente seguita da un trattato di pace con la Dalriada: lo testimonierebbero sia il fatto che le successive campagne militari di Etelfrido furono condotte in altre direzioni sia il fatto che i suoi figli, dopo la morte del padre in battaglia, avrebbero trovato rifugio proprio a Dalriada.
L'anno successivo (604), Etelfrido acquisì anche il controllo del regno di Deira, in circostanze poco chiare. Tuttavia, è probabile che si sia trattato di una conquista militare, dato che i membri della famiglia reale furono cacciati o fuggirono. Tra loro c'erano Hereric e suo zio Edvino (figlio dell'ex sovrano Aella), due eminenti esponenti della famiglia reale. Anche il breve regno (appena cinque anni) dell'immediato predecessore di Etelfrido, Etelrico, indicherebbe che si sia trattato di una conquista militare. In alternativa, D. P. Kirby ha suggerito che il dominio di Etelfrido su entrambi i regni potrebbe essere stato solo "la formalizzazione di un già esistente rapporto" di collaborazione tra i due reami. Kirby ha anche fatto notare che non necessariamente Edvino sarebbe andato subito in esilio e che forse l'ostilità di Etelfrido nei suoi confronti "si manifestò per gradi". Edvino si sarebbe salvato dalle ire di Etelfrido spostandosi da un regno all'altro: nel regno britannico del Gwynedd (nell'odierno Galles), nel regno anglosassone di Mercia e nel regno anglosassone dell'Anglia orientale. La sua presenza in quest'ultimo reame fu la causa dello scoppio delle ostilità tra Anglia orientale e Bernicia, conflitto che porterà alla caduta di Aetelfrith. Nella Mercia, Edvino sposò anche una figlia di re Cearl
Sempre nel 604, Etelfrido divenne padre di Osvaldo. Sua madre sarebbe stata Acha, figlia di Aella e sorella di Edvino. Beda non dice in maniera esplicita che Etelfrido avesse sposato Acha, anche se è probabile che lo avesse fatto, forse prima della conquista per garantirsi un'eventuale legittimità, o forse dopo per consolidarla. L'Historia Brittonum dice che Etelfrido diede la città di Din Guaire alla moglie Bebba, dalla quale la città fu chiamata Bamburgh. Anche Beda dice che Bamburgh fu chiamata così dall'ex regina Bebba, ma non menziona Etelfrido. C'è chi ha suggerito che Bebba "sarebbe stata la prima e più importante moglie di Etelfrido".
Forse tra il 613 e il 616, Etelfrido attaccò il regno gallese del Powys, sconfiggendone il re Selyf ap Cynan nella battaglia di Chester. Sia il re del Pows sia un suo alleato, re Cetula, probabilmente Cadwal Crysban del Rhôs, morirono in battaglia. Prima di questo scontro, Etelfrido massacrò anche i monaci di Bangor-Is-Coed (Beda dice che ne morirono 1.200 e che se ne salvarono solo cinque), che si erano radunati per pregare per la vittoria dei britannici. È stato ipotizzato che Etelfrido abbia compiuto questo massacro per ragioni tattiche, cioè per cogliere di sorpresa i britannici e costringerli a cambiare i loro piani per difendere i monaci. Dopo aver ucciso i monaci, Etelfrido sconfisse l'esercito nemico, anche se Beda ricorda che il sovrano berniciano ebbe numerose perdite. La vittoria di Etelfrido a Chester ebbe però una grande importanza strategica, perché portò alla definitiva separazione tra i regni britannici del Galles e quelli delle terre settentrionali

## Sconfitta e morte
Mentre si trovava in esilio, Hereric della famiglia reale di Deira fu avvelenato dal suo ospite, re Ceredig ap Gwallog dell'Elmet, probabilmente su istigazione di Etelfrido, che inviò anche numerosi messaggeri presso re Raedwald dell'Anglia orientale, che ospitava Edvino, principe di Deira, per convincerlo a uccidere quest'ultimo in cambio di ricchi doni, e arrivando anche a minacciare guerra. In un primo momento Raedwald aveva deciso di uccidere o di consegnare Edvino al suo nemico, ma fu dissuaso dalla moglie, che gli fece capire il disonore che sarebbe derivato da quest'azione. Allora il sovrano dell'Anglia orientale marciò in armi contro Etelfrido e lo sconfisse uccidendolo in una battaglia sulla riva orientale del fiume Idle nel 616. Dopo la morte di Etelfrido, Raedwald mise Edvino sul trono di Bernicia e non su quello di Deira, mentre i figli di Etelfrido (Eanfrith, Osvaldo e Oswiu) fuggirono a nord, e solo dopo la morte di Edvino recuperarono il trono paterno. La morte in battaglia di Etelfrido è stata vista da Ziegler come la causa scatenante di "una rivoluzione pressoché totale nelle nazioni di quella che è oggi l'Inghilterra settentrionale". Dopo la morte di Edvino (che aveva nuovamente riunificato Deira e Bernicia nella Northumbria) nella battaglia di Hatfield Chase (633), Eanfrith riprese temporaneamente il potere in Bernicia, e in seguito Osvaldo ridiede alla dinastia berniciana di Etelfrido il potere sia sulla Bernicia sia sulla Deira e così i suoi discendenti continuarono a regnarono fino alla prima metà dell'VIII secolo.